# Норт Филисберг (Пенсилванија)
Норт Филисберг (енгл. North Philipsburg) насељено је место без административног статуса у америчкој савезној држави Пенсилванија.

## Демографија
По попису из 2010. године број становника је 660, што је 37 (-5,3%) становника мање него 2000. године.
| Група             | 2000.       | 2010.       |
| Белци             | 693 (99,4%) | 647 (98,0%) |
| Афроамериканци    | 0 (0,0%)    | 0 (0,0%)    |
| Азијати           | 0 (0,0%)    | 1 (0,2%)    |
| Хиспаноамериканци | 3 (0,4%)    | 3 (0,5%)    |
| Укупно            | 697         | 660         |